# Шалиньи
Шалиньи́ (фр. Chaligny) — коммуна во французском департаменте Мёрт и Мозель, региона Лотарингия. Относится к кантону Нёв-Мезон.

## География

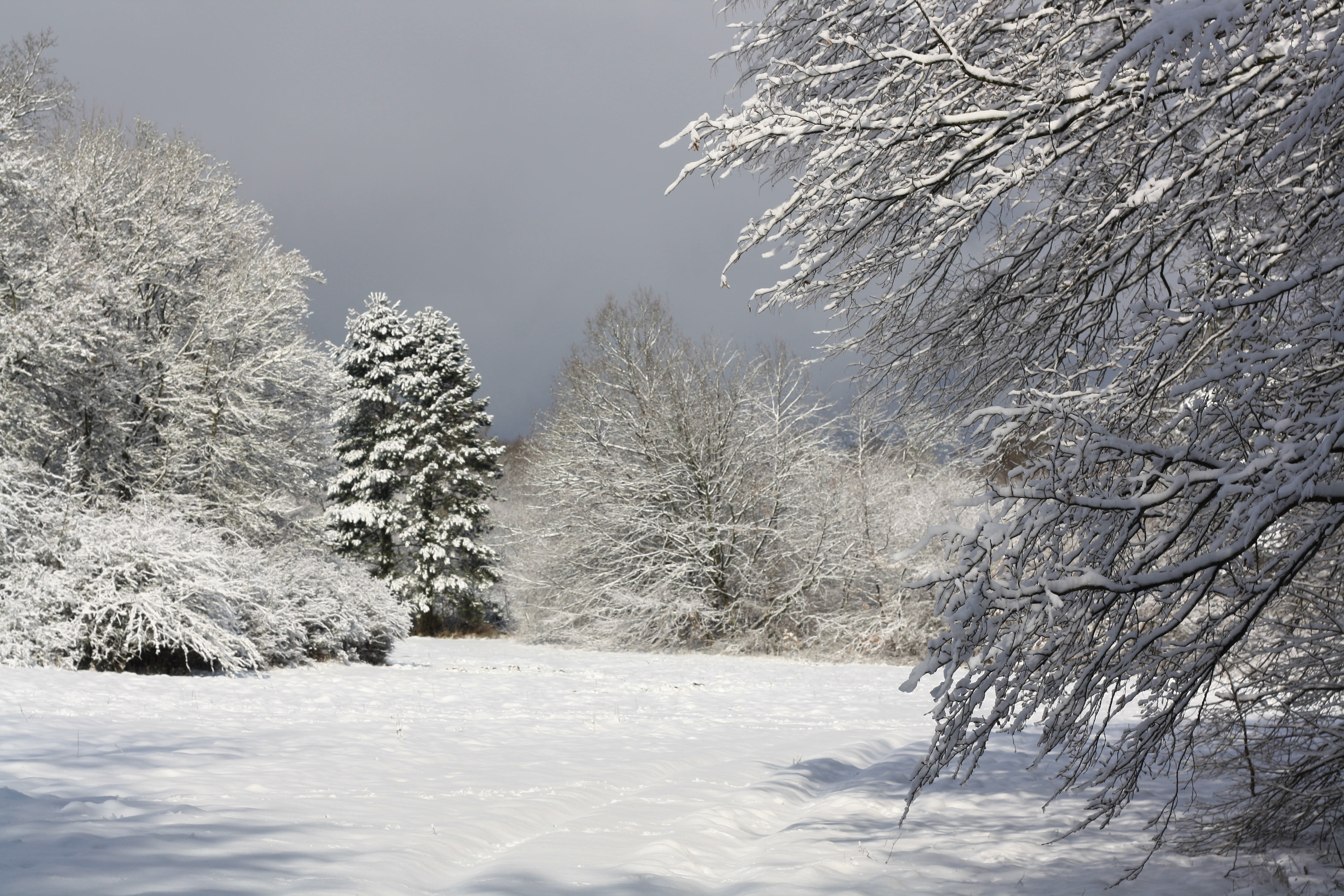
Лес Аи под Шалиньи.

Шалиньи расположен на правом берегу реки Мозель в 14 км от Нанси и 19 км от Туля. Из 1330 га, которые занимает город, 100 га приходятся на лес Аи.

## Демография
Население коммуны на 2010 год составляло 3086 человек.
| 1962 | 1968 | 1975 | 1982 | 1990 | 1999 | 2010 |
| ---- | ---- | ---- | ---- | ---- | ---- | ---- |
| 2837 | 2864 | 3242 | 3077 | 2929 | 2955 | 3086 |